# أولاد با موسى (الحشاشدة)
أولاد با موسى هو دُوَّار يقع بجماعة البريكيين، إقليم الرحامنة، جهة مراكش آسفي في المملكة المغربية. ينتمي الدوّار لمشيخة الحشاشدة التي تضم 11 دوار. يقدر عدد سكانه بـ 731 نسمة حسب الإحصاء الرسمي للسكان والسكنى لسنة 2004.

## روابط خارجية
- البوابة الوطنية للجماعات الترابية
- المندوبية السامية للتخطيط